# Nightfall in Middle-Earth
Nightfall in Middle-Earth (с англ. — «Сумерки Средиземья») — шестой студийный альбом немецкой метал-группы Blind Guardian, выпущенный в 1998 году. Это концептуальный альбом, основанный на книге Джона Толкина «Сильмариллион».
Альбом считается самым успешным в истории группы и поворотным в её музыке. Журнал Metal Hammer включил Nightfall in Middle-Earth в 200 лучших рок-альбомов всех времён.

## Об альбоме
Nightfall in Middle-Earth записывался в три этапа в 1997-1998 годах, в студии Twilight Hall в Крефельде, принадлежащей самой группе, и Sweet Silence в Копенгагене, принадлежащей продюсеру группы Флеммингу Расмуссену. В записи принимали участие, кроме четырёх участников группы, многие приглашенные музыканты, исполнявшие партии флейты, фортепиано, синтезатора и бэк-вокала.
Стиль альбома в своей основе характеризуется как пауэр-метал, но имеет ряд отклонений от канонов жанра как в сторону прогрессив-метала и спид-метала, так и фолк-рока в медленных балладах. Blind Guardian активнее, чем прежде, используют вокальные гармонии, большое количество бэк-вокалистов и наложение перезаписанного голоса самого Ханси Кюрша, делая звучание немного похожим на манеру исполнения Queen. Для альбома характерны частые смены темпа, размера, мелодии композиций.
Начиная с этого альбома вокалист Ханси Кюрш не играет на бас-гитаре. Место бас-гитариста занял Оливер Хольцварт, который, однако, не числится в официальном составе группы. Это также последний альбом Blind Guardian с продюсером Флеммингом Расмуссеном, работавшим с группой в её наиболее «классический» период.
Выпуск альбома был предварен в феврале 1998 выпуском сингла на песню «Mirror Mirror».

## Состав группы
- Ханзи Кюрш — вокал;
- Андре Ольбрих — соло-гитара;
- Маркус Зипен — ритм-гитара;
- Томен Стаух — ударные.

Приглашенные музыканты:
- Оливер Хольцварт — бас-гитара
- Матиас Вейснер — синтезатор
- Михаэль Шурен — фортепиано
- Макс Зельнер — флейта
- Билли Кинг, Рольф Кольер, Олаф Сенкбейль, Томас Хакманн — бэк-вокал

## Список композиций
1. War of Wrath (1:50)
2. Into the Storm (4:24)
3. Lammoth (0:28)
4. Nightfall (5:34)
5. The Minstrel (0:32)
6. The Curse of Feanor (5:41)
7. Captured (0:26)
8. Blood Tears (5:23)
9. Mirror Mirror (5:07)
10. Face the Truth (0:24)
11. Noldor (Dead Winter Reigns) (6:51)
12. Battle of Sudden Flame (0:44)
13. Time Stands Still (at the Iron Hill) (4:53)
14. The Dark Elf (0:23)
15. Thorn (6:18)
16. The Eldar (3:39)
17. Nom the Wise (0:33)
18. When Sorrow Sang (4:25)
19. Out on the Water (0:44)
20. The Steadfast (0:21)
21. A Dark Passage (6:01)
22. Final Chapter (Thus Ends…) (0:48)
23. Harvest Of Sorrow (03:39)

Авторы музыки всех композиций - Андре Ольбрих и Ханси Кюрш, кроме Curse of Feanor и Eldar, написанных Маркусом Зипеном. Все тексты написаны Ханси Кюршем.

## Концепция
Концепция альбома основана на различных частях «Сильмариллиона» Джона Толкина. Сюжет вращается вокруг похищения тёмным властелином Мелькором волшебных эльфийских камней, Сильмарилей, и возмездия эльфийского короля Феанора, навлекшего на себя и свой род кару богов. Также в альбом вошли песни по мотивам мифа о Берене и Лютиэн, и ряде других событий. Все тексты альбома написаны вокалистом Ханси Кюршем, в них, кроме пересказа историй Толкина, содержатся отсылки и цитаты из других произведений и песен.
Альбом не является рок-оперой и не имеет сквозного сюжета, но все песни объединены общей тематикой. Каждые несколько песен подряд рассказывают по одному мифу из «Сильмариллиона», составляя подобие главы. Сюжет каждой главы рассказывается в серии из двух-трех песен, связанных интерлюдиями. Из 23 дорожек в этом альбоме, 11 являются не полноценными самостоятельными песнями, а лишь короткими вспомогательными композициями, вставленными с целью продолжить повествование и связать полноценные композиции.
В обложке альбома, нарисованной художником группы Андреасом Маршаллом, изображён один из центральных сюжетов книги: эльфийка Лютиэн танцует перед тёмным повелителем Мелькором, в то время как её возлюбленный Берен в облике волка готовится украсть Сильмариль, волшебный кристалл, из короны властелина.
War of Wrath
- Война Гнева, 1:50

Вступительный трек альбома представляет собой лишенный музыки диалог между Мелькором и Сауроном на фоне звона клинков приближающейся армии Света. Саурон умоляет Тёмного Властелина отступить и спрятаться. Но Мелькор отказывается бежать и отпускает своего слугу, сам оставаясь дожидаться врагов и предаваться воспоминаниям…
Into the Storm
- В сердце бури, 4:24

Простая, быстрая и энергичная метал-композиция, рассказывающая о похищении Мелькором Сильмарилей из Амана. Тёмный Лорд в восторге и смятении от обладания Светом Дерев, заключённых в Сильмарилях. Он спорит со своей жадной сообщницей, паучихой Унголиант, об обладании чудесными камнями.
Lammoth
- Ламмот (великое эхо), 0:28

Нечеловеческий рёв загнанного в угол Моргота, его руки жгут украденные Сильмарили, но он не желает отдавать их Унголиант.
Nightfall
- Сумерки, 5:34

Песня начинается как печальная фолк-баллада, в которой эльфы оплакивают потерю волшебных камней. Пала ночь на земли бессмертных, умирают древние деревья и безумие проникает с горем в сердца эльфов. Затем Феанор (голосом Ханси Кюрша) выкрикивает клятву «I swear revenge!» (Я отомщу!). Не слушая увещеваний богов, Феанор с сыновьями решают преследовать Мелькора.
the Minstrel
- Менестрель, 0:32

Короткая акустическая интерлюдия от лица менестреля, придающая альбому оттенок повествования барда-сказителя о древних временах.
the Curse of Feanor
- Проклятье Феанора, 5:42

Спид-металлический боевик с частой сменой ритма и очень быстрой партией ударных. Песня поется от имени Феанора, который одновременно и раскаивается в своих деяниях, повлекших гибель многих его сородичей, и гонит от себя эти мысли, дерзко бросая вызов Морготу.
Captured
- Пойман, 0:26

Сюжет делает небольшой скачок вперед и рассказывает о судьбе Маэдроса, сына Феанора, попавшего в плен врагу. Трек состоит из стонов пленника и хохота Мелькора: «You’re now my guest… forever!» (Ты теперь мой гость… навеки!)
Blood Tears
- Кровавые слезы, 5:23

Композиция, посвященная страданиям Маэдроса, начинается как медленная баллада, затем резко увеличивает темп и напор, и снова возвращается к прежнему ритму. Маэдрос (по видимому, обращаясь к своему другу Фингону) поет о кровавых слезах, что пролил он, о боли и лжи, о том, как время застыло для него. Строки «Welcome to where time stand still / No one leaves and no one ever will.» — цитата из песни группы Metallica — «Welcome Home (Sanitarium)».
Mirror Mirror
- Свет мой, зеркальце, 5:06

Центральная композиция, одна из самых известных песен альбома, выпущенная отдельно на сингле и ставшая хитом. На протяжении этой быстрой композиции часто и неожиданно меняется рисунок ритма и мелодии, а вокальные партии в записи наложены друг на друга. Песня рассказывает о том, как мудрый Тургон объединяет рассеянных эльфов. Владыка Вод Ульмо посылает ему видение, открыв путь в тайную долину, где Тургон основывает город Гондолин. Строчка «Mirror Mirror on the Wall», ставшая названием песни, происходит из сказки о Белоснежке: «Свет мой Зеркальце, скажи…»
Face the Truth
- Признай истину, 0:24

Короткая прозаическая интерлюдия о тяжкой судьбе народа Нолдор.
Noldor (Dead Winter Reigns)
- Нолдор (Царство гибельной зимы), 6:52

Медленная, тягучая и мрачная песня исполнена от лица Финголфина, брата Феанора, ведущего свой народ по морским льдам, сквозь мороз и голод назад, в Средиземье. Кровь на руках Нолдор, и велика теперь расплата за их вину.
Battle of Sudden Flame
- Битва Внезапного Пламени, 0:42

Ещё одно акустическое вступление, похожее на the Minstrel, предваряет Дагор Браголах, битву войск Моргота с эльфами.
Time Stands Still (at the Iron Hill)
- Застыло время (в Железных Холмах), 4:54

Быстрая композиция, рассказывающая о поединке эльфийского короля Финголфина и тёмного властелина Мелькора. Роли обоих исполняет Кюрш, изображая разные голоса. В припеве хор менестрелей воспевает отвагу и благородство эльфийского царя. Несмотря на гибель Финголфина, песня кончается славословием его гордому бессмертному духу.
the Dark Elf
- Тёмный эльф, 0:23

Печальный хор протягивает: «The dark seed of Evil has grown» (Тёмное семя Зла взошло), возвещая рождение Маэглина, сына Эола Тёмного Эльфа.
Thorn
- Тёрн, 6:18

Медленная печальная песня: Маэглин окидывает взглядом свою жизнь и размышляет о своем предательстве.
the Eldar
- Эльдар, 3:38

Единственная в альбоме фортепианная баллада, нехарактерная для стиля Blind Guardian. Eldar — это последняя, предсмертная песня Финрода, который заявляет, что его дух возвращается домой.
Nom the Wise
- Мудрый Ном, 0:34

Голос рассказчика от имени Берена оплакивает павшего Финрода, прозванного «ном» (кв. «мудрый»).
When Sorrow Sang
- Когда пела печаль, 4:25

Скоростной спид-металлический боевик, который поется от имени Берена, павшего в борьбе с волком Кархаротом и вернувшегося из мира мертвых ради своей любви, Лютиэн.
Out on the Water
- Там, на воде, 0:43

Ещё одна интерлюдия «от менестреля» об острове Тол Гален, где почили Берен и Лютиэн
the Steadfast
- Стойкий, 0:21

Моргот похваляется перед пленным Хурином Стойким (чей стон слышен издалека), что теперь он владыка всего мира. Действие происходит после Битвы тысячи слёз, в которой силы света потерпели поражение.
a Dark Passage
- Тёмный путь, 6:00

Трагический финал альбома: хоры возвещают о победе Темного Властелина. Сам он клянется «не знать покоя, покуда мир не станет моим». Во втором куплете эльфы рассуждают о роде человеческом, который они считают предателями. Песня продолжается словами рассказчика: «Ни песне, ни сказке не выразить той печали, лишь перечислить дела и павших в пораженьи». В третьем куплете он проклинает Хурина: «Садись на свой стул и смотри на свою родню. Моими глазами ты будешь видеть, моими ушами слышать», с чего начинается несчастливая история детей Хурина. Затем Мелькор снова хвастает, что его месть близка, бросает вызов богам Валинора. Песня кончается медленно затухающим повторением слов «Slowly marching on… Still we marching on…» (Медленно маршируем… Все ещё маршируем…) под маршевый барабанный бой.
Final Chapter (Thus ends…)
- Последняя глава (Сим кончается…), 0:51

Под вой ветра, Голос Автора объявляет о поражении эльфов, начале войны и новой эры Средиземья.
Harvest Of Sorrow
- Дань Печали, 03:39

## Отсылки в литературе
Несколько песен альбома — Time Stand Still, Thorn, Nightfall — использованы в романе Ольги Чигиринской «По ту сторону рассвета», по мотивам произведений Толкина. Песни приведены фрагментами в литературном переводе самой писательницы и исполняются персонажами книги.